# Thaddée Anselme Lê Hữu Từ
Thaddée Anselme Lê Hữu Từ, auch Tađêô Anselme Lê Hữu Từ OCist (* 29. Oktober 1897 in Di Loan, Provinz Quảng Trị, Annam; † 24. April 1967 in  Gò Vấp, Provinz Gia Định, Südvietnam) war ein vietnamesischer römisch-katholischer Bischof.

## Leben
Lê Hữu Từ trat in den 1920er Jahren in den Zisterzienserorden ein. Am 22. Dezember 1928 empfing er die Priesterweihe. Er wurde am 14. Juni 1945 zum Apostolischen Vikar des nachmaligen Bistums Phát Diệm rund 100 Kilometer südlich von Hanoi und zum Titularbischof von Daphnusia ernannt. Die Bischofsweihe spendete ihm am 29. Oktober 1945 Bischof Jean-Baptiste Tong Nguyên Ba, Mitkonsekrator war Bischof Dominique Maria Ho Ngoc Cân.
Während der instabilen politischen Situation in Französisch-Indochina baute Lê Hữu Từ die Machtbasis des vietnamesischen Klerus in seinem rund 500 Pfarreien zählenden katholischen Siedlungsgebiet aus. Lê Hữu Từ kontrollierte als Oberhaupt der Gemeinde eine Miliz, die örtliche Verwaltung sowie die Justiz unter seinen Glaubensbrüdern. Zeitgenossen wie Graham Greene beschrieben seine Rolle als die eines Oberhaupts eines feudal-religiösen Kleinstaates. Während der Augustrevolution wandte er sich den Viet Minh zu. Als die Franzosen 1949 Phat Diem mit Truppen besetzten, betrieb er eine eher neutrale Politik und stand der Einmischung des Vatikans in die Angelegenheiten seiner Organisation sehr skeptisch gegenüber. Nach der Niederlage Frankreichs im Indochinakrieg wanderte er mit vielen seiner Glaubensgenossen nach Südvietnam aus.
Lê Hữu Từ war eine prominente politische Persönlichkeit während des Indochinakrieges. Französische Stellen sahen in seiner lavierenden, auf Eigenständigkeit seiner Gemeinde unter seiner Führung ausgelegten Politik Illoyalität, konnten ihn jedoch nicht belangen und versuchten ihn durch Zugeständnisse auf ihre Seite zu ziehen. Der französische General Jean de Lattre de Tassigny vermutete eine Kooperation von Lê Hữu Từ mit den Viet Minh.
Im Jahr 1959 trat er von seinem Amt als Apostolischer Vikar zurück. Sein Nachfolger wurde Paul Bùi Chu Tạo.
Lê Hữu Từ nahm an allen Sitzungsperioden des Zweiten Vatikanischen Konzils (1962–1965) teil. Er starb am 24. April 1967.